# Albeiz
Pour les articles homonymes, voir Albeniz.
Albeiz en basque ou Albéniz en espagnol est une commune ou contrée de la municipalité d'Asparrena dans la province d'Alava dans la Communauté autonome basque.